# Edoardo Palombi
Edoardo Palombi (Friuli-Venezia Giulia, 24 giugno 1916 – Fossano, 23 agosto 1985) è stato un generale e prefetto italiano.

## Biografia
Nato in Friuli da famiglia di origini fossanesi, si laureò in Giurisprudenza all'Università degli Studi di Torino. Si sposò con Giovanna Maria Baldini.
Durante la Seconda guerra mondiale fu internato nel campo di concentramento di Ravensbrück e fu per due anni prigioniero in Polonia. Da giovane ufficiale combatté sul Ponte di Perati in Albania; Con il grado di colonnello fu sottocapo di Stato Maggiore della Benemerita. Negli anni Cinquanta fu dapprima capo del Nucleo di Polizia giudiziaria, quindi del gruppo investigativo di Palermo, diventando infine comandante della Legione del capoluogo siciliano. Durante il periodo del terrorismo secessionista altoatesino resse il comando della Legione di Bolzano. Con il grado di generale di divisione fu alla guida della Divisione carabinieri "Pastrengo" di Milano, con giurisdizione su tutta l'Italia settentrionale. Generale di divisione dell'Arma dei Carabinieri, fu Vice Comandante Generale dell'Arma dei Carabinieri dal 27 luglio 1978 al 26 luglio 1979, figura di rilievo nella lotta ai movimenti anarchici degli anni '70 nel nord Italia. Organizzò la liberazione di Carla Ovazza Elkann, sequestrata a Torino. In seguito, fu uno dei "prefetti di ferro", a Genova dal 1979 al 1981, assieme a Carlo Alberto dalla Chiesa a Palermo e Boccia a Napoli. Con lo stesso Dalla Chiesa era in ottimi rapporti: prima degli anni settanta era suo diretto superiore, e Dalla Chiesa lo considerava "suo maestro".